# Alzinar
|  | Per a altres significats, vegeu «l'Alzinar». |

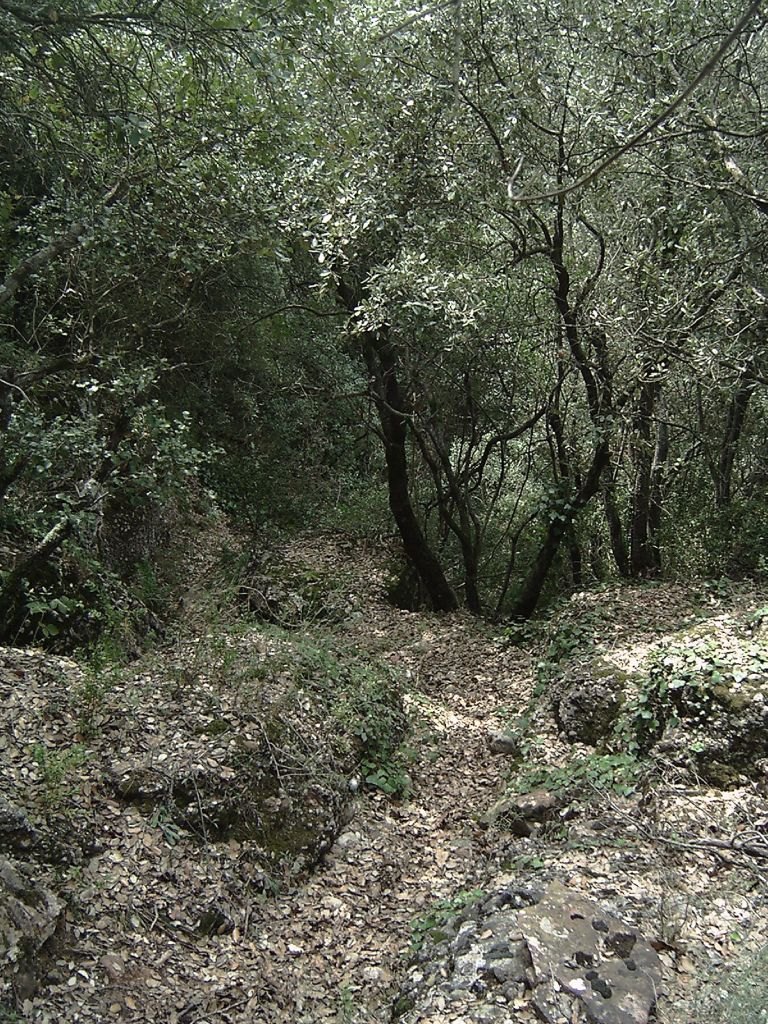
Aspecte d'un típic alzinar al Parc Natural de Sant Llorenç del Munt i l'Obac

Un alzinar (també conegut com a alzineda, auleda i aulet) és un bosc d'alzines. És un bosc sempre verd que forma un estrat arbori continu i ombrívol, no gaire alt. L'estrat arbustiu és molt ric i espès i, per contra, l'estrat herbaci és poc desenvolupat.
És un dels ecosistemes mediterranis més característics. Actualment, els alzinars madurs escassegen a causa del fet que han tingut un sistema d'explotació en règim de bosc menut, per a producció de llenya. L'activitat humana que, amb els incendis i certes polítiques de repoblació, han fet que les pinedes o les brolles, pertanyents a estadis més primerencs de la successió ecològica, siguin molt abundants. L'estatge arbori d'un bosc desenvolupat hauria d'atènyer fins a 20 m d'alçada, en canvi, actualment és difícil trobar alzinedes amb l'estrat arbori superior a 12 m. Els alzinars normalment s'exploten pel sistema de bosc menut, caracteritzat per la regeneració per rebrotada de les soques tallades, i tallades a diàmetres petits/mitjans.
Des d'un punt de vista fitosociològic, també són alzinars els anomenats carrascars (boscos de carrasca) i les suredes (boscos de sureres). Alzinars, carrascars i suredes formen l'aliança Quercion ilicis.
Als Països Catalans, es distingeixen diferents tipus d'alzinars, segons l'associació i la subassociació:
- Alzinar típic Viburno tini-Quercetum ilicis

Alzinar amb arboç Viburno tini-Quercetum ilicis subass. arbutetosum
Alzinar amb marfull Viburno tini-Quercetum ilicis subass. pistacietosum
Alzinar amb roure cerrioide Viburno tini-Quercetum ilicis subass. cerrioidetosum
Alzinar amb roure valencià Viburno tini-Quercetum ilicis subass. quercetosum valentinae
Alzinar amb falzia negra Viburno tini-Quercetum ilicis subass. asplenietosum onopteridis
Alzinar amb boix Viburno tini-Quercetum ilicis subass. viburnetosum lantanae
Sureda Viburno tini-Quercetum ilicis subass. suberetosum
- Alzinar muntanyenc Asplenio onopteridis-Quercetum ilicis
- Carrascar Quercetum rotundifoliae
- Alzinar balear Cyclamini balearici-Quercetum ilicis (present a les Gimnèsies)

Fora d'aquesta zona, en alguns llocs de la serralada Cantàbrica, també s'hi fa un altre tipus d'alzinar, l'alzinar cantàbric, proper a l'alzinar típic i que es considera un bosc relicte d'èpoques passades en què al nord de la península hi havia un clima semblant al mediterrani.